# Blissestraße
Blissestraße - stacja metra w Berlinie na linii U7, w dzielnicy Wilmersdorf, w okręgu administracyjnym Charlottenburg-Wilmersdorf. Stacja została otwarta w 1971.